# Выпуклое множество

Выпуклое множество.

Невыпуклое множество.

Выпуклое множество в аффинном или векторном пространстве — множество, в котором все точки отрезка, образуемого любыми двумя точками данного множества, также принадлежат данному множеству.
Граница выпуклого множества всегда является выпуклой кривой. Пересечение всех выпуклых множеств, содержащих данное подмножество A евклидова пространства, называется выпуклой оболочкой A. Это наименьшее выпуклое множество, содержащее A.
Выпуклая функция — это вещественнозначная функция, определённая на интервале со свойством, что ее надграфик (множество точек на графике функции или над ним) является выпуклым множеством. Выпуклое программирование — это подраздел оптимизации, изучающая проблему минимизации выпуклых функций над выпуклыми множествами. Раздел математики, посвященный изучению свойств выпуклых множеств и выпуклых функций, называется выпуклым анализом.
Выпуклые множества играют важную роль во многих оптимизационных задачах.

## Определения
Пусть {\displaystyle A} — аффинное или векторное пространство над полем вещественных чисел {\displaystyle \mathbb {R} }.
Множество {\displaystyle K\subset A} называется выпуклым, если вместе с любыми двумя точками {\displaystyle x,\;y\in K} множеству {\displaystyle K} принадлежат все точки отрезка {\displaystyle xy}, соединяющего в пространстве {\displaystyle A} точки {\displaystyle x} и {\displaystyle y}.
Этот отрезок можно представить как
{\displaystyle \bigcup \limits _{t\in [0;\;1]}\{x+t\cdot {\overrightarrow {xy}}\}.}

## Связанные определения
Множество {\displaystyle K} векторного пространства {\displaystyle V} называется абсолютно выпуклым, если оно выпукло и уравновешенно.

## Выпуклый многосторонник

Отрезок как выпуклый четырёхсторонник

Выпуклый многосторонник — фигура на плоскости, которую можно представить как пересечение конечного числа замкнутых полуплоскостей.
Простейший выпуклый многосторонник — это односторонник, то есть замкнутая полуплоскость.
Треугольник — простейший ограниченный выпуклый многосторонник; при {\displaystyle n\geqslant 3} выпуклые трёхсторонники, четырёхсторонники и так далее бывают ограниченные и неограниченные. Отрезок — пример выпуклого ограниченного четырёхсторонника.

## Примеры
- Выпуклые подмножества множества {\displaystyle \mathbb {R} } (множество вещественных чисел) представляют собой промежутки из {\displaystyle \mathbb {R} }.
- Примерами выпуклых подмножеств в двумерном евклидовом пространстве ({\displaystyle \mathbb {R} ^{2}}) являются правильные многоугольники.
- Примерами выпуклых подмножеств в трёхмерном евклидовом пространстве ({\displaystyle \mathbb {R} ^{3}}) являются архимедовы тела и правильные многогранники.
- Тела Кепплера — Пуансо (правильные звездообразные многогранники) являются примерами невыпуклых множеств.

## Свойства
- Пустое множество и все пространство являются выпуклыми множествами. Поскольку пустое пространство и все пространство являются также и замкнутыми множествами, то они также являются замкнутыми выпуклыми множествами.
- Совокупность всех выпуклых множеств линейного пространства по отношению порядка образованного отношением включения является частично упорядоченным множеством с минимальным элементом, являющимся пустым множеством и максимальным элементом равным всему пространству. Такое же утверждение справедливо и для совокупности замкнутых выпуклых множеств.
- Выпуклое множество в топологическом линейном пространстве является связным и линейно связным, гомотопически эквивалентным точке.
- В терминах связности, выпуклое множество можно определить так: множество выпукло, если его пересечение с любой (вещественной) прямой связно.
- Пусть {\displaystyle K} — выпуклое множество в линейном пространстве. Тогда для любых элементов {\displaystyle u_{1},\;u_{2},\;\ldots ,\;u_{r}} принадлежащих {\displaystyle K} и для всех неотрицательных {\displaystyle \lambda _{1},\;\lambda _{2},\;\ldots ,\;\lambda _{r}}, таких что {\displaystyle \lambda _{1}+\lambda _{2}+\ldots +\lambda _{r}=1}, вектор
{\displaystyle w=\sum _{k=1}^{r}\lambda _{k}u_{k}}

принадлежит {\displaystyle K}.
Вектор {\displaystyle w} называется выпуклой комбинацией элементов {\displaystyle u_{1},\;u_{2},\;\ldots ,\;u_{r}}.
- Пересечение любой совокупности выпуклых множеств является выпуклым множеством. Поскольку операция пересечения обладает также свойствами ассоциативности и коммутативности, совокупность выпуклых множеств по операции пересечения образует коммутативную полугруппу. Эта полугруппа содержит единицу, равную всему пространству. Таким образом совокупность выпуклых множеств является моноидом по операции пересечения.
- Из замкнутости семейства выпуклых множеств по операции пересечения следует, что для любого подмножества {\displaystyle A} линейного пространства существует наименьшее выпуклое множество, его содержащее. Это множество является пересечением всех выпуклых множеств, содержащих {\displaystyle A}, и называется выпуклой оболочкой множества {\displaystyle A}. Обозначается {\displaystyle coA}, {\displaystyle co(A)}, а также {\displaystyle \operatorname {Conv} A}.

  - Выпуклая оболочка выпуклого множества совпадает с самим множеством.
  - Выпуклая оболочка замкнутого множества является замкнутым (и выпуклым) множеством.
  - Выпуклая оболочка множества {\displaystyle K} совпадает с множеством всех выпуклых линейных комбинаций векторов {\displaystyle K}, {\displaystyle u_{1},\;u_{2},\;\ldots ,\;u_{r}\in K}:

{\displaystyle w=\sum _{k=1}^{r}\lambda _{k}u_{k}}, где {\displaystyle \lambda _{1},\;\lambda _{2},\;\ldots ,\;\lambda _{r}} неотрицательные числа, такие что {\displaystyle \lambda _{1}+\lambda _{2}+\ldots +\lambda _{r}=1}.
  - Любой вектор {\displaystyle X\in \operatorname {Conv} K}, где {\displaystyle K} — подмножество {\displaystyle n} - мерного линейного пространства {\displaystyle E^{n}}, может быть представлен в виде выпуклой комбинации не более чем {\displaystyle n+1} векторов множества {\displaystyle K}. [1] Это утверждение называется теоремой Каратеодори о выпуклой оболочке.
- Пусть {\displaystyle \Omega \subset E^{n}} — некоторое замкнутое выпуклое множество. Тогда найдётся точка {\displaystyle X^{*}\in \Omega } такая, что для всех {\displaystyle X\in \Omega } выполняется

{\displaystyle (X,X^{*})\geqslant (X^{*},X^{*})}.
- Для произвольного замкнутого выпуклого множества {\displaystyle C} и не принадлежащей ему точки {\displaystyle P} существует гиперплоскость, разделяющая {\displaystyle C} и {\displaystyle P}.[1] Это утверждение называется теоремой об отделимости[1], а также теоремой об опорной гиперплоскости. Теорема об опорной гиперплоскости является частным случаем теоремы Хана — Банаха функционального анализа.
- Из теоремы об опорной гиперплоскости следует, что для выпуклого замкнутого множества {\displaystyle C} и находящейся вне множества {\displaystyle C} точки {\displaystyle P} существует замкнутое полупространство (множеств точек в пространстве, лежащих с одной стороны гиперплоскости, включая также саму гиперплоскость) {\displaystyle H}, включающее {\displaystyle C} и не содержащее {\displaystyle P}. Из этого следует, что все замкнутые выпуклые множества могут быть образованы пересечениями замкнутых полупространств.
- Теорема Хелли: Предположим, что в конечном семействе выпуклых подмножеств {\displaystyle \mathbb {R} ^{d}}, пересечение любых {\displaystyle d+1} из них непусто. Тогда пересечение всех подмножеств из этого семейства непусто.
- Любое выпуклое множество единичной площади в {\displaystyle \mathbb {R} ^{2}} можно целиком заключить в некоторый треугольник площади 2[3].
- Теорема Крейна — Мильмана. Выпуклый компакт {\displaystyle K} в локально выпуклом пространстве {\displaystyle L} совпадает с замыканием выпуклой оболочки множества своих крайних точек {\displaystyle E(K)}.
- Замкнутое множество {\displaystyle K} евклидова пространсва {\displaystyle \mathbb {E} ^{d}} является выпуклым тогда и только тогда, когда для любой точки {\displaystyle x\in \mathbb {E} ^{d}} найдётся единственная ближайшая к ней точка {\displaystyle x^{*}\in K}.
  - В этом случае проекция {\displaystyle \mathbb {E} ^{d}\to K} определяемая как {\displaystyle x\mapsto x^{*}} является коротким отображением; то есть
{\displaystyle |x-y|\geqslant |x^{*}-y^{*}|}

для любых {\displaystyle x,y\in \mathbb {E} ^{d}}.

## Вариации и обобщения
- Без каких-либо изменений определение верно и для аффинных пространств над произвольным расширением поля вещественных чисел.

## Алгоритмы
Алгоритм Дикстры — нахождение точки из пересечения выпуклых множеств.